# Madison Iseman
Madison Iseman, född 14 februari 1997 i Myrtle Beach i South Carolina, är en amerikansk skådespelerska. Hon är mest känd för att spela rollen som Charlotte (dotter till Billy Ray Cyrus karaktär Vernon Brownmule) i komediserien Still the King. Hon har även spelat rollen som Bethany Walker i Jumanji: Welcome to the Jungle och Jumanji: The Next Level, Sarah Quinn i Goosebumps 2: Haunted Halloween, Lennon/Allison i Jag vet vad du gjorde förra sommaren och Mary Ellen i Annabelle Comes Home.